# Glanz-Weide

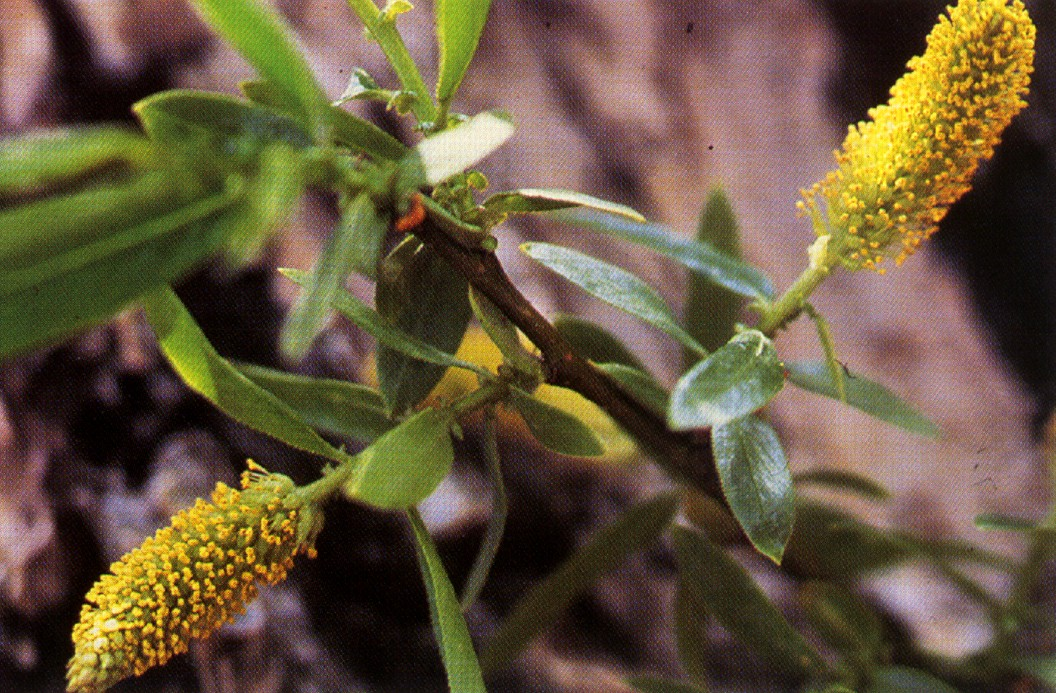
Zweige der Unterart Salix lucida subsp. lasiandra

Die Glanz-Weide (Salix lucida) ist ein großer Strauch oder kleiner Baum aus der Gattung der Weiden (Salix) mit glänzenden, kahlen Zweigen und glänzenden und beinahe kahlen Blattspreiten. Das natürliche Verbreitungsgebiet der Art liegt in Nordamerika. Sie wird sehr selten verwendet.

## Beschreibung
Die Glanz-Weide ist ein 3 bis 6 Meter hoher Strauch oder kleiner Baum mit gelbbraunen, glänzenden, kahlen Zweigen. Die Laubblätter haben halbherzförmige, stark drüsige Nebenblätter und einen 6 bis 12 Millimeter langen mit Drüsen besetzten Stiel. Die Blattspreite ist 8 bis 12 Zentimeter lang, 2 bis 3 Zentimeter breit, eiförmig-lanzettlich bis lanzettlich, auffällig lang zugespitzt, mit breit keilförmiger bis abgerundeter Basis und drüsig gesägtem Blattrand. Beide Seiten sind glänzend, die Blattoberseite ist dunkelgrün und kahl, die Unterseite ist heller gefärbt und nur auf den Blattadern schwach behaart.
Als Blütenstände werden 3 bis 7,5 Zentimeter lange, zylindrische Kätzchen gebildet. Die Tragblätter sind bleich gelblich und behaart. Männliche Blüten haben drei bis sechs Staubblätter mit goldgelben Staubbeuteln. Der Fruchtknoten weiblicher Blüten ist kahl, die Narbe fast sitzend. Die Glanz-Weide blüht mit dem Blattaustrieb von Mai bis Mitte Juli.
Die Chromosomenzahl beträgt 2n = 76.

## Vorkommen und Standortansprüche
Das natürliche Verbreitungsgebiet liegt in Nordamerika und reicht von Ost- und West-Kanada über den Osten und die Mitte der Vereinigten Staaten bis nach Delaware und Maryland. Die Glanz-Weide wächst in Moor- und Sumpfgebieten auf moorigem oder torfigem Untergrund an sonnigen bis lichtschattigen Standorten in Höhen von 0 bis 600 Metern. Das Verbreitungsgebiet wird der Winterhärtezone 3 zugeordnet mit mittleren jährlichen Minimaltemperaturen von −40,0 bis −34,5 °C (−40 bis −30 °F).

## Systematik
Die Glanz-Weide (Salix lucida) ist eine Art aus der Gattung der Weiden (Salix) in der Familie der Weidengewächse (Salicaceae). Sie wurde 1803 von Henry Muhlenberg erstmals wissenschaftlich beschrieben. Der Gattungsname Salix stammt aus dem Lateinischen und wurde schon von den Römern für verschiedene Weidenarten verwendet. Das Artepitheton lucida stammt ebenfalls aus dem Lateinischen, bedeutet „glänzend“ und bezieht sich auf die glänzenden Zweige und Blattspreiten.
Es werden zwei Unterarten unterschieden:
- Salix lucida subsp. lucida
- Salix lucida subsp. lasiandra (Benth.) A.E.Murray, die von George Bentham als eigene Art Salix lasiandra beschrieben wurde, bevor sie von Albert Edward Murray als Unterart Salix lucida zugeordnet wurde.

## Verwendung
Die Glanz-Weide wird nur sehr selten verwendet.

## Nachweise